# Пижамная игра
«Пижамная игра» (англ. The Pajama Game) — мюзикл по роману Ричарда Бисселла «Семь с половиной центов» (англ. 7½ Cents). Создан композиторами Ричардом Адлером и Джерри Россом на либретто Джорджа Эбботта и Ричарда Бисселла. Действие в мюзикле происходит на пижамной фабрике: рабочие требуют повышения зарплаты. В разгар этих событий развивается история любви между главой конфликтной комиссии Бэйб и новым руководителем предприятия Сидом Сорокиным.
Премьера «Пижамной игры» состоялась на Бродвее 13 мая 1954 года. Спектакль выдержал более тысячи представлений и завоевал премию «Тони» за лучший мюзикл.
В 1957 году был снят одноимённый фильм.